# Macrocera trispina
Macrocera trispina är en tvåvingeart som beskrevs av Coher 1963. Macrocera trispina ingår i släktet Macrocera och familjen platthornsmyggor.
Artens utbredningsområde är Nepal. Inga underarter finns listade i Catalogue of Life.